# François de Coninck
François de Coninck, belgijski veslač, * 9. avgust 1902, Bruselj, Belgija, † 21. september 1985, Bruselj, Belgija.
de Coninck je za Belgijo nastopil na Poletnih olimpijskih igrah 1928 v Amsterdamu, kjer je kot član dvojca s krmarjem osvojil bronasto medaljo.